# Deutsche Friedensgesellschaft
Friedensgesellschaft (DFG), grundat 1892, är den äldsta organisationen i den tyska fredsrörelsen. Under nazistperioden förtrycktes rörelsen, men återbildades direkt efter kriget 1945. Bland de personer som associerats med rörelsen under dess historia kan nämnas nobelpristagarna Alfred Hermann Fried och Bertha von Suttner, Ludwig Quidde och Carl von Ossietzky.